# Wet Hot American Summer
Wet Hot American Summer (bra: Mais um Verão Americano) é um filme de comédia dirigido por David Wain. É protagonizado por Janeane Garofalo, David Hyde Pierce, Michael Showalter, Marguerite Moreau, Paul Rudd, Molly Shannon, Christopher Meloni, Elizabeth Banks, Michael Ian Black, Bradley Cooper, Amy Poehler, Zak Orth, AD Miles e membros do grupo de comédia da MTV The State. Foi escrito por Wain e Showalter. O filme foi duramente criticado, embora também tenha se tornado um dos filmes de culto da década, que mais tarde a Netflix transformou em uma série.

## Sinopse
O filme é sobre o último dia de um acampamento de verão Mason em 1981.[carece de fontes?]

## Elenco
- Janeane Garofalo como Beth.
- David Hyde Pierce como Henry Newman.
- Michael Showalter como Gerald “Coop” Cooperberg / Alan Shemper.
- Marguerite Moreau como Katie.
- Michael Ian Black como McKinley.
- Zak Orth como J.J.
- A.D. Miles como Gary.
- Paul Rudd como Andy.
- Christopher Meloni como Gene.
- Molly Shannon como Gail von Kleinenstein.
- Elizabeth Banks como Lindsay.
- Ken Marino como Victor.
- Amy Poehler como Susie.
- Kevin Sussman como Steve.
- Bradley Cooper como Ben.
- Marisa Ryan como Abby.
- Nina Hellman como Nancy.
- Gideon Jacobs como Aaron.
- Judah Friedlander como Ron.
- Samm Levine (sem créditos).
- David Wain (sem créditos) como Paco.